# Чорноусенко Олег Іванович
Олег Іванович Чорноусенко (17 травня 1953, місто Білопілля Сумської області — загинув 28 квітня 2007) — український діяч, заступник начальника Харківського міського відділу Служби безпеки України, начальник Управління СБУ по місту Києву. Народний депутат України 2-го скликання.

## Біографія
Народився у родині вчителів. У 1970—1971 роках — слюсар машинобудівного заводу.
У 1971—1973 роках — служба в Радянській армії.
У 1973—1979 роках — студент Харківського політехнічного інституту, інженер-електрик інформаційно-вимірювальної техніки.
У 1979—1980 роках — асистент Харківського політехнічного інституту. Член КПРС.
З 1980 року — служба в Комітеті державної безпеки (КДБ) СРСР. У 1981 році закінчив Вищі курси КДБ СРСР.
У 1989—1991 роках — аспірант Вищої Червонопрапорної школи КДБ СРСР.
З 1992 року — на керівних посадах у Службі безпеки України: начальник Дзержинського районного відділу СБУ міста Харкова.
До 1994 року — заступник начальника Харківського міського відділу Служби безпеки України.
Народний депутат України 2-го демократичного скликання з .04.1994 (2-й тур) до .04.1998, Червонозаводський виборчий округ № 379, Харківська область. Голова підкомітету з питань державної безпеки, заступник голови Комітету з питань оборони і державної безпеки. Член депутатської групи «Єдність».
Учасник бойових дій (Боснія, Косово). Автор і розробник законів про СБУ, держохорону та інших. У 1999 році отримав звання генерал-майора СБУ, очолював управління військової розвідки СБУ. Був радником з безпеки посольства України в Литві. Проходив навчання в міжнародних центрах ФРН, США, Великої Британії, Бельгії.
З грудня 2001 року — керівник Управління внутрішньополітичних аспектів національної безпеки, з липня 2002 року — керівник Управління оборонних аспектів національної безпеки Апарату Ради національної безпеки і оборони України.
У 2004 році підтримав кандидата в Президенти України Віктора Ющенка. Відомий як єдиний кадровий генерал в команді Віктора Ющенка в період президентської кампанії 2004 року — очолював тоді службу безпеки виборчого штабу Ющенка і коаліції «Сила народу».
У березні 2005 — травні 2006 року — начальник Управління Служби безпеки України (СБУ) в місті Києві. 16 травня 2006 року був звільнений без видимих причин і пояснень.

Могила Олега Чорноусенка

28 квітня 2007 року загинув в автокатастрофі на автотрасі Київ—Чоп, біля села Козина Рівненської області. «Тойота Авалон», за кермом якої перебував генерал-майор, лоб в лоб зіткнулася з вантажівкою ЗІЛ-130. Похований 1 травня на Байковому кладовищі в Києві (ділянка № 33).

## Звання
- генерал-майор

## Нагороди
- дві медалі